# 강원여객
강원여객(江原旅客)은 강원특별자치도 강릉시를 연고로 하는 시내버스 및 시외버스, 여객선회사이고, 본사는 강원도 강릉시 하슬라로 27 (홍제동)에 있다.
또한 사회복지법인 동곡사회복지재단이 최대주주로 있는 계열회사로 시내버스, 시외버스 운행에 있어 강원도 영동 지방에서는 최대 규모이며, 부산광역시, 광주광역시 등 강원도 강릉시를 기점으로 하는 전국 노선을 운행하고 있다. 또한 강릉~동서울 31인승 차량을 배차운행하고 있고, 한때 전환고속 면허를 가진 적도 있었다. 평창군에 위치한 평창운수도 같은 계열사이다.

## 연혁
- 1921년 3월 8일 : 회사 설립
- 1983년 : 동부그룹에 인수되어 계열사로 편입되었다.
- 1985년 : 12월 17일: 평창영업소를 평창운수로 분사시켰다.
- 2000년 : 당시 방계회사인 평창운수와 함께 DB그룹 계열사에서 계열분리되었다.
- 2021년 3월 : 설립 100주년을 맞았다.

## 운행 노선

### 시내버스 운행 노선
시내버스 운영은 고성군과 연고가 있는 강릉시를 제외한 강원도 영동 지방 전 지역과 정선군에서 운행하고 있다.
- 속초시
- 양양군
- 동해시
- 삼척시
- 정선군

### 시외버스 운행 노선
동서울발
- 동서울~강릉[9]
- 동서울~장평~진부~횡계~강릉
- 동서울~진부~횡계~강릉
- 동서울~강릉~동해~삼척
- 동서울~정선[10]
- 동서울~동해~삼척~울진

춘천발
- 춘천~장평~강릉
- 춘천~장평~강릉~동해~삼척

원주발
- 원주~강릉
- 원주~장평~진부~횡계~강릉
- 원주~장평~대화~평창~정선
- 원주~마산~창원[11]
- 원주~동해~삼척~임원~호산

강릉발
- 강릉~장평~평창~영월~제천
- 강릉~인천
- 강릉~우만동~수원
- 강릉(~구리)~의정부(~동두천)
- 강릉~김포국제공항~인천국제공항
- 강릉~오산~송탄~평택
- 강릉~임계~정선
- 강릉~장평~군포~안산
- 강릉~안양~부천[12]
- 강릉~천안
- 강릉~삼척
- 강릉~동해
- 강릉~청주
- 강릉~광주광역시 (금호고속 광신고속 공동운행)
- 강릉~북대구
- 강릉~양양~속초
- 강릉~속초
- 강릉~양양~속초~거진

속초발
- 속초~강릉~영주~안동~구미(경북고속 공동 운행)
- 속초~양양~강릉~북대구
- 속초~물치~낙산~양양~강릉~울진~포항~동대구
- 속초~물치~낙산~양양~강릉~동해~울산

삼척발
- 삼척~동해~성남
- 삼척~동해~고양

부산발
- 부산~강릉
- 부산~포항~동해~강릉~속초

## 주요 차량
현대자동차
- 뉴 카운티
- 카운티 뉴브리즈
- 그린시티
- 뉴슈퍼에어로시티
- 일렉시티 수소전기버스
- 뉴 프리미엄 유니버스 스페이스 럭셔리
- 뉴 프리미엄 유니버스 프라임
- 뉴 프리미엄 유니버스 프레스티지 EX

자일대우버스
- NEW BS090
- NEW BS106
- FX212 슈퍼스타

기아자동차
- 뉴 그랜버드 이노베이션 파크웨이
- 뉴 그랜버드 슈퍼 프리미엄 션샤인
- 뉴 그랜버드 슈퍼 프리미엄 실크로드

디피코
- 디피코 HU-SKY